# Humà ximpanzé
Un humà ximpanzé (Homo sapiens sapiens + Pan troglodytes) és un hipotètic híbrid entre ximpanzé i humà. Els ximpanzés i els humans estan molt relacionats (compartint el 95% de la seqüència de nucleòtids i el 99% dels seus gens), fet que ha comportat l'aparició d'especulacions segons les quals un híbrid entre les dues espècies seria possible. No obstant això, aquest tipus d'híbrid no ha existit mai fora d'obres de ficció que han explorat el concepte.

## Factibilitat
Els humans tenen un parell de cromosomes menys que les altres espècies de primats, i estan els cromosomes 2 i 4 d'aquests darrers fusionats en un gran cromosoma (que conté reminiscències dels centròmers i telòmers dels ancestrals 2 i 4).
Tot i així, tenir un nombre diferent de cromosomes no vol dir que no pugui existir-ne la hibridació; aquestes diferències són comunes en algunes espècies existents, fenomen conegut com a polimorfisme cromosòmic.
Tots els grans primats tenen una estructura genètica similar. Els cromosomes 6, 13, 19, 21, 22, i X són estructuralment els mateixos. Els cromosomes 3, 11, 14, 15, 18, i 20 varien entre goril·les, ximpanzés i humans. Els ximpanzés i els humans coincideixen, a més, en el 1, 2p, 2q, 5, 7–10, 12, 16, i Y. Algunes referències antigues també inclouen el cromosoma Y com a coincident entre goril·les, ximpanzés i humans, tot i que recentment s'ha descobert que els ximpanzés (inclòs el bonobo) i els humans comparteixen una llarga transposició des del cromosoma 1 al Y, que no s'ha trobat en altres primats.
Aquest grau de semblança cromosòmica és similar a l'equivalent descobert en els Equus. La interfertilitat entre els cavalls i els ases és comuna, tot i que la infertilitat de la cria (les mules) és gairebé universal (amb només al voltant de 60 excepcions registrades en la història equina). Una complexitat similar i una esterilitat prevalent apareixen en els híbrids entre cavalls i zebres, coneguts com a zebroides, la disparitat cromosòmica dels quals és molt àmplia, amb els cavalls, que tenen normalment 32 parells de cromosomes i les zebres entre 16 i 23, depenent de l'espècie. En un paral·lelisme directe amb el cas ximpanzé-humà, el cavall de Przewalski (Equus przewalskii), amb 33 parells de cromosomes, i el cavall domèstic (E. caballus), amb 32 parells de cromosomes, han resultat ser interfèrtils, i s'hi han produït cries semifèrtils: els híbrids mascles poden fertilitzar femelles de cavall domèstic.
El 1977, l'investigador J. Michael Bedford va descobrir que l'esperma humà podia penetrar les membranes externes de protecció d'un òvul de gibó. L'article de Bedford també exposava que els espermatozous humans ni tan sols s'adhereixen a la superfície de la zona pel·lúcida de primats no homínids (papió, macaco rhesus i mona esquirol), i conclou que, encara que els espermatozous no estan confinats específicament a l'ésser humà, probablement està restringit als homínids.
El 2006, una investigació va suggerir que, després que els ancestres d'humans i ximpanzés divergissin en llinatges diferents, el sexe entre llinatges fou comú, i produí híbrids fèrtils per, almenys, d'1,2 milions d'anys després de la separació originària.
Tot i així, l'encreuament entre humans i ximpanzés no ha estat mai confirmat.

## Experiments d'Ivanov
Ilià Ivànovix Ivanov fou la primera persona a intentar crear un híbrid entre humans i homínids. Ja el 1910, va realitzar-ne una presentació en el Congrés Mundial de Zoologistes realitzat aquell any a Graz, Àustria, en el qual va descriure la possibilitat de crear un híbrid per inseminació artificial.
Durant la dècada de 1920, Ivanov va realitzar un seguit d'experiments per crear un híbrid entre humà i homínid no humà. Treballant amb esperma humà i femelles ximpanzés, va fracassar a aconseguir un embaràs. El 1929, va organitzar experiments amb esperma d'homínids no humans i voluntaris humans, però es va ajornar per la mort del seu últim orangutan. L'any següent, va començar a ser criticat pel govern soviètic i va ser enviat a l'exili a Kazakhstan; allí treballà a l'Institut Veterinari-Zootècnic Kazakh, i es va morir d'un infart dos anys més tard.

## Oliver
No hi ha hagut cap espècimen científicament verificat d'híbrid humà-homínid. Un ximpanzé anomenat Oliver es feu conegut durant la dècada de 1970 com a possible xumà/humanzé. Un genetista de la Universitat de Chicago va examinar els cromosomes d'Oliver el 1996 i va revelar que Oliver tenia 48, no 47, cromosomes, contradient la teoria anterior que el ximpanzé no tenia el nombre habitual de cromosomes per a la seva espècie. La morfologia cranial d'Oliver, la forma de les orelles, les pigues i la calvície caiguda entrava dins del rang de variabilitat exhibida per un ximpanzé comú. Alguns científics van fer estudis addicionals amb Oliver, els resultats dels quals foren publicats en American Journal of Physical Anthropology.

## Evidències genètiques
Estudis més actuals sobre l'evolució humana tendeixen a confirmar que, en alguns casos, l'activitat sexual entre espècies pot haver estat un element clau en l'evolució humana. Algunes anàlisis dels gens de les espècies, el 2006, ens mostren evidències que, després de la separació entre els humans i els ximpanzés, protohumans i protoximpanzés van seguir tenint relacions sexuals, i es produïren amb prou regularitat com per canviar certs gens en el patrimoni gènic:
Una nova comparació entre els genomes dels humans i els ximpanzés suggereix que, després que els dos llinatges se separessin, hi va haver hibridació... La prova principal n'és que el cromosoma X dels humans i dels ximpanzés sembla haver-se separat fa uns 1,2 milions d'anys, més recentment que altres cromosomes.
La recerca suggereix:
Hi va haver, de fet, dues divisions entre els llinatges d'humans i ximpanzés, i el primer fou seguit pel mestissatge entre les dues poblacions, i després n'hi hagué una segona divisió. El suggeriment d'una hibridació ha sobresaltat els paleoantropòlegs, els quals, això no obstant, estan tractant les noves dades genètiques amb seriositat.